# János Áder
János Áder (født 9. maj 1959) er en ungarsk advokat, der fra 2012 til 2022 var Ungarns præsident.

## Liv og karriere
Áder voksede op i den lille by Csorna i Győr-Moson-Sopron. Han studerede jura ved universitetet i Budapest fra 1978 til 1983. Fra 1986 til 1990 var han forskningsmedarbejder ved det sociologiske forskningsinstitut.
Áder var med til at stifte partiet Fidesz, der, på det tidspunkt, var en liberal koalition af demokrater. Han fungerede som partiets lovekspert. Áder deltog ved oppositionens rundbordsdiskussion, der i 1989 endte i etpartisystemet i Ungarn.
Ved valgene i 1990 og 1994 var han leder af partiets kampagner. Han var medlem af Ungarns parlament fra 1990 til 2009 og formand for nationalforsamlingen fra 18. juni 1998 til 15. maj 2002. Han var leder af oppositionen fra 2002 til 2006. I 2011 var han med til at udarbejde et lovforslag, der ændrede retsvæsenets rolle i Ungarn. Dette førte til, at Europa-Kommissionen indbragte en sag om Ungarns domstoles uafhængighed for EU-domstolen. Han var også med til at udarbejde et lovforslag, der ændrede valgloven i Ungarn.
Ved Europa-Parlamentsvalg 2009 blev han medlem af Europa-parlamentet.
János Áder blev 2. maj 2012 af parlamentet valgt til Ungarns præsident og tiltrådte 10. maj 2012.

## referencer
1. 1 2  Verseck, Keno. "Close Orban Ally is Hungary's New President." MSN News. 2. Maj 2012. Arkiveret 10. december 2012 hos  hos Archive.is Hentet 19. november 2012.
2. 1 2 3  "János ÁDER." Members of the European Parliament. European Parliament. Hentet 19. november 2012
3. 1 2 3 4  Hodgson, Robert. "Áder a Shoe-In for President." Budapest Times. 20. April 2012. Arkiveret 30. april 2012 hos  Wayback Machine Hntet 19. november 2012.
4. 1 2 3  Kuli, Alex. "Hungary Elects Orban Ally as New President." Associated Press. 2. Maj 2012.